# Az elveszett frigyláda fosztogatói
Az elveszett frigyláda fosztogatói (Raiders of the Lost Ark), ismert még Indiana Jones és az elveszett frigyláda fosztogatói címmel is, 1981-ben bemutatott amerikai kalandfilm Steven Spielberg rendezésében, George Lucas produceri közreműködésével és Harrison Ford főszereplésével. Az Indiana Jones-franchise első filmjében Indiana Jones a nácikkal száll szembe, akik a szövetség ládáját kutatják, seregeik legyőzhetetlenné tételéért. A lelőhelyét mutató medalion Indy egykori szerelme, Marion Ravenwood (Karen Allen) birtokában van. A film további szereplői Paul Freeman mint Indiana ellensége, a francia régész, Rene Belloq, John Rhys-Davies mint Indiana segítője, Sallah és Denholm Elliott Indy kollégája, Marcus Brody megformálójaként.
A film ötlete Lucastól származik, aki szerette volna elkészíteni az 1930-as és '40-es évek sorozatainak egy modern változatát. Spielberg a főszerepre rögtön Fordot ajánlotta, azonban Lucas ellenvetett, mivel nem akarta, hogy a színész rendszeresen összefüggésbe kerüljön a filmjeivel. Meggyőzte a rendezőt, hogy keressenek valaki mást, így Tom Selleck kapta meg a szerepet, akinek azonban végül le kellett mondania a feladatot a Magnum című televíziós sorozathoz fűződő elkötelezettsége miatt. A film alapvetően az Elstree Studiosban készült, a forgatás pedig magában foglalta La Rochelle-t, Tunéziát, Hawaiit és az Egyesült Államokat is 1980 júniusa és szeptembere között.
Mikor 1981. június 12-én a mozikba került, a 20 millió dollárból forgatott produkció hatalmas sikert aratott, könnyedén válva az év legnézettebb filmjévé több mint 384 millió dolláros bevétellel világszerte, egyúttal a mindenkori listán is előkelő helyet szerezve magának. Nyolc Oscar-díjra jelölték, köztük a legjobb film kategóriában, s ebből négyet nyert el (legjobb hang, vágás, vizuális effektusok és díszlet). A közönség és a kritikusok körében egyaránt népszerűnek bizonyult tehát, s rövidesen két folytatása is készült, az Indiana Jones és a végzet temploma és az Indiana Jones és az utolsó kereszteslovag, amiket Az ifjú Indiana Jones kalandjai című tévéfilmsorozat követett. 2008-ban, huszonhét évvel a frigyláda után került a mozikba a negyedik film, amely az Indiana Jones és a kristálykoponya királysága címet viseli. 2023-ban pedig megjelent az ötödik film, az Indiana Jones és a sors tárcája.

## Történet
1936-ban, a perui dzsungelben a kincsvadász régész, Indiana Jones csapdákon átverekedve magát megszerez egy aranybálványt egy ősi templomban. Kijutva riválisa, Rene Belloq fogadja egy csoport hovitóval, a helybeli bennszülöttekkel. A körülvett és számban felülmúlt Jones arra kényszerül, hogy átadja az ereklyét Belloqnak, de sikerül eljutnia a rá váró hidroplánhoz, s így megszöknie vetélytársa és a vérszomjas törzs elől.
Az amerikai főiskolán, ahol Jones tanít, két katonai hírszerző keresi fel. Elmondják, a nácik a régész egykori professzora, Abner Ravenwood után kutatnak, hogy okkult hatalmat nyerjenek küldetésükhöz. Ravenwood a legnagyobb szakértője Tanisz ősi egyiptomi városának, amit újra felfedeztek a nácik és úgy hiszik, ez a szövetség ládájának lelőhelye, amit a zsidók alkottak a Tízparancsolat őrzésére. Jones úgy gondolja, hogy a nácik azért keresik Ravenwoodot, mert nála van Rá Pálcájának csúcsdísze, ami elengedhetetlen a láda pontos helyének meghatározásához. Munkatársa, Marcus Brody egy legendával magyarázza, hogy a láda hatalma legyőzhetetlenné tehet bármilyen hadsereget.

A beeső napfény megvilágítja a Lelkek Kútja lelőhelyét

Jones Nepálba repül, ahol megtudja, hogy Ravenwood meghalt; lányánál s egyben Jones csalódott szeretőjénél, Marionnál van a csúcsdísz, amit medálként hord. Jones és egy Toht nevű szadista náci ügynök között zajló lövöldözés eredményeképpen Marion kocsmája leég. Toht tenyerébe beleég a tűztől felforrósodott medál egyik oldala, de megszerezni nem tudja. A csetepaté után menekülniük kell, Marion úgy dönt, Indyvel tart. Kairóban találkoznak Sallah-val, egy képzett egyiptomi ásatóval, aki elmondja, hogy a nácik Belloq segítségével ásnak a láda vélt lelőhelyén. A náci kémek elrabolják Mariont és úgy intézik, hogy Jones halottnak higgye. Később Sallah és Jones megfejtik a csúcsdíszbe vésett írást. A fordításuk alapján rájönnek, hogy a nácik rossz helyen használták Rá Pálcáját, s így rossz helyen ásnak.
Jones rátalál Marionra egy sátorban az ásatások területén, ám biztosabbnak látja, ha nem szabadítja ki rögtön. Sallah-val beszivárognak az ásók közé, s egy kis csapattal elkezdik az ásást a megfelelő helyen. Néhány óra múltán ráakadnak az eltemetett Lelkek Kútjának tetejére. Jones a felfedezett templom aljára ereszkedik, ahol mérgeskígyók sokasága tekereg, s ez nagyon nincs ínyére a régésznek. Miután ő és Sallah kiemelik a ládát, Belloq és a nácik jelennek meg és elorozzák a tárgyat. Mariont Jones-hoz dobják a Kútba és a kőtetőt a helyére rakják. A szorult helyzetbe került párnak sikerül meglelnie a kiutat, s még éppen időben a felszínre érnek ahhoz, hogy a frigyládát Berlinbe szállító Luftwaffe repülő szárnyat a földön találják. Véletlenül felrobbantják a gépet, így a nácik teherautóval szállítják a ládát Kairóba, ahonnét majd hajóval jut el Berlinbe. Jones lóháton veszi üldözőbe a konvojt, ami a teherautót kíséri, s átvéve a jármű irányítását kereket old a ládával. Aznap este Jones és Marion elbúcsúznak Sallah-tól, s egy teherhajón indulnak Angliába a ládával.
Másnap reggel a Belloq és Dietrich náci tiszt parancsnoksága alatt álló tengeralattjáró megállásra bírja a hajót. Mariont és a Ládát magukhoz veszik, míg Jones titokban beszáll a tengeralattjáróba. Követi Belloq-ot és a ládát egy elszigetelt kanyonba, ahol a nácik azt tervezik, hogy próbára teszik az isteni tárgy hatalmát, mielőtt a Führernek ajándékozzák. Jones a láda szétlövésével fenyegetőzik, s követeli Marion szabadon eresztését, azonban Belloq tudja, hogy blöfföl, így a kalandor megadásra kényszerül. Marionnal együtt megkötözik, amíg Belloq és a nácik végrehajtják a láda szertartásos kinyitását. Szellemek emelkednek ki belőle; a nyitott tárgy természetfeletti erejét ismerő Jones figyelmezteti Mariont, hogy csukja be szemeit. A nácikat megsemmisíti a ládából kitárulkozó fantasztikus látvány, s a kétezer éves lelet egy mennydörgés kíséretében ismét lecsukódik.
Washingtonban a két hírszerző biztosítja a gyanakvó Jonest afelől, hogy „legjobb embereik” tanulmányozzák mélyrehatóan a frigyládát. Az ereklyét valójában faládába zárva egy hatalmas, számos hasonló faládát tartalmazó kormányzati raktárban helyezik el.

## Szereplők
- Harrison Ford mint Indiana Jones (magyar hangja Csernák János)

Kalandvágyó professzor és régész, aki gyakran indul veszélyekkel teli útra, hogy ritka leleteket gyűjtsön be. Kezdetben azt állítja, nem hisz a természetfelettiben, ám szkepticizmusa kihívás elé néz, mikor felfedezi a ládát. Spielberg javaslata volt Ford Jones szerepére, azonban Lucasnak először nem nyerte el tetszését az ötlet, mivel nem akarta, hogy Ford az ő „Bobby De Nirójává” váljon vagy „azzá a fazonná, akit minden filmembe belerakok”, amivel Martin Scorsesére utalt, aki gyakran dolgozott együtt Robert De Niróval. Egy kevésbé ismert színészt képzelt el főhősnek, s meggyőzte alkotótársát, hogy segítsen neki a keresésben. A meghallgatott színészek között volt Tim Matheson, Peter Coyote, John Shea és Tom Selleck. Selleckre esett a választás, azonban ő végül nem tudta vállalni a munkát, mivel idejét lefoglalta a Magnum című sorozat, aminek címszerepét játszotta akkoriban. 1980 júniusában, három héttel a forgatás megkezdése előtt, Spielberg rábírta Lucast Ford szerződtetésére, miután Frank Marshall és Kathleen Kennedy producereket is lenyűgözte Han Solo megszemélyesítője A Birodalom visszavágban.
- Karen Allen mint Marion Ravenwood (magyar hangja Vándor Éva)

Indiana talpraesett egykori szerelme, Abner Ravenwood, Indy mentorának lánya, aki egy ivót vezet Nepálban. Allen a meghallgatáson Mathesonnal és John Sheával vett részt, ezután választották ki a szerepre. Spielberg a Party zóna című vígjátékban figyelt fel rá. Korábban Sean Young is versenybe szállt a szerepért, míg Debra Winger visszautasította azt.
- John Rhys-Davies mint Sallah (magyar hangja Gesztesi Károly)

Sallah „Egyiptom legjobb ásatója”, a nácik felbérlik segédkezni Tanisz kiásásában. Tart a láda erejétől, de régi jó barátja Indiana Jonesnak, így segít neki az ereklye megszerzésében. Spielberg először Danny DeVitót kereste meg Sallah szerepével, ám ő nem tudta vállalni egyéb elfoglaltságai miatt. John Rhys-Daviesre osztotta végül, miután látta a színészt a Shogunban.
- Denholm Elliott mint Marcus Brody (magyar hangja Makay Sándor, illetve Tolnai Miklós /DVD-kiadás/)

Múzeumkurátor, aki megvásárol minden leletet, amit Indiana a múzeum számára begyűjt. Az USA kormányzati ügynökei őt keresik fel a láda ügyében, s így ő irányítja őket Joneshoz. Spielberg nagy rajongója volt Elliottnak, ezért kérte őt fel a szerepre.
- Paul Freeman mint René Émile Belloq (magyar hangja Versényi László, illetve Rosta Sándor /DVD-kiadás/)

Jones ősellensége, Belloq is régész, aki a nácik szolgálatában keresi a ládát. Maga is ki akarja élvezni a tárgyat, mielőtt átadják Hitlernek, azonban az isteni eredetű lelet természetfeletti ereje végez vele, mikor kinyitják.
- Ronald Lacey mint Arnold Toht (magyar hangja Harkányi Endre, illetve Botár Endre /DVD-kiadás/)

Náci kihallgatótiszt, aki kínzással akar információhoz jutni Rá Pálcája csúcsdíszével kapcsolatban Mariontól, ám csupán úgy jut előrébb, hogy a dísz egyik fele beleég tenyerébe. A láda természetfeletti ereje végez vele is. Lacey Spielberget Peter Lorre-ra emlékeztette, így jutott a szerephez.
- Wolf Kahler mint Dietrich ezredes (magyar hangja Barbinek Péter, illetve Németh Gábor /DVD-kiadás/)

Kegyetlen náci tiszt, aki a láda biztonságos szállításáért felel. A láda természetfeletti ereje végez vele is.
- Alfred Molina mint Satipo

Satipo Jones egyik kísérője a dél-amerikai dzsungelben. Elárulja a régészt és magával viszi az aranybálványt, azonban a templom egyik csapdája megöli.
Frank Marshall producer játssza a pilótát a repülős verekedős jelentben. A kaszkadőrcsapat megbetegedett, így ő ugrott az eredetileg kijelölt személy helyére. A három napos feladatot a több mint 60 °C-os pilótafülkében végezte el. Pat Roach alakítja a hatalmas méretű szerelőt, akivel Jones az említett jelenetben az ökölharcot vívja, illetve Toht egyik emberét Marion bárjában, így abban a kivételes helyzetben lehetett része, hogy kétszer hal meg egy filmben. A speciális effekteket felügyelő Dennis Muren cameózik a repülőn, amivel Indiana Jones Nepálba utazik.

## Háttér

### Előkészületek
1973-ban, George Lucas megírta a The Adventures of Indiana Smith-t (Indiana Smith kalandjai). Ahogy a Csillagok háborúja esetében, ezúttal is a '30-as és '40-es évek sorozatainak modern feldolgozása volt a célja. Lucas Philip Kaufmannal osztotta meg ötletét, akivel több héten át együtt dolgozott, s az ő ötlete volt a szövetség ládája mint a cselekmény mozgatórugója. A tervet jegelték, mikor Clint Eastwood felkérte Kaufmant A törvényenkívüli Josey Wales rendezésére. 1977 májusának vége felé Lucas Mauin tartózkodott, hogy elmeneküljön a Csillagok háborúja hatalmas sikerével járó felhajtás elől. Barátja és kollégája, Steven Spielberg szintén ott volt, vakációját töltve a Harmadik típusú találkozások elkészülte után. Miközben homokvárat építettek Mauna Keán, Spielberg kifejezte érdeklődését egy James Bond-film rendezését illetően. Lucas azonban meggyőzte róla, hogy egy olyan szereplőt talált ki, aki „jobb James Bondnál”, s elmagyarázta neki Az elveszett frigyláda fosztogatói koncepcióját. Spielbergnek megtetszett az elképzelés, mondván, olyan, mint „egy James Bond-film a technológia nélkül”, de a főhős vezetéknevének megváltoztatását ajánlotta, mire Lucas a Jonesszal állt elő. Az Indiana nevet Lucas a kutyájától kölcsönözte.
A következő évben Lucas egyszerre összpontosított a frigyláda fejlesztésére és a Csillagok háborúja-folytatásra, A Birodalom visszavágra, miközben Lawrence Kasdan és Frank Marshall is csatlakozott a projekthez, mint forgatókönyvíró, illetve producer. 1978. január 23. és 27. között, napi kilenc órán át folyt Lucas, Kasdan és Spielberg között a történet és a vizuális ötletek megbeszélése. Spielberg ötlete volt, hogy Jones egy guruló szikla elől menekül, míg Lucashoz a tengeralattjáró és a náci módra szalutáló majom fűződik, illetve hogy Marion felpofozza Jonest Nepálban. Kasdan száz oldalnyi írást használt fel társalgásukból a forgatókönyv első vázlatához, amin hat hónapot dolgozott. Egyes elképzeléseik végül túlzottan grandiózusnak bizonyultak, így ki kellett vágni őket: egy bányabeli üldözés, egy sanghaj szökés egy hatalmas gong pajzsként használásával és egy gumicsónakos kiugrás egy repülőből mind kimaradt, azonban helyet kapott a folytatásban.
Spielberg és Lucas eltérően képzelte el Jones személyiségét: míg Lucas egy bondi playboyt látott benne, addig Kasdan és Spielberg úgy érezte, a professzor és kalandor összetétel már önmagában is kellően komplexszé tette. Spielberg sötétebb karakterisztikát vizionált; alkoholistaként jelenítette volna meg, hasonlóan Humphrey Bogart szerepéhez A Sierre Madre kincsében. A későbbi vázlatokban azonban ezt az elemet elhagyták. Spielberg eleinte Toht-ot is máshogy képzelte el, ám a robotkéz ötletét Lucas elvetette, azzal érvelve, hogy ez már a science fiction körébe tartozik. Jim Steranko képregény-rajzolót kérték fel, hogy az előkészületi munkálatokhoz illusztrációkat készítsen, amik később nagy mértékben hatással bírtak Spielberg döntéseire a film látványvilágát és magát Indiana Jonest illetően is.
Ahogy A Birodalom visszavág az utómunkálati fázisba lépett 1979 szeptemberében, Lucas elkezdett forgalmazási megállapodás után nézni Az elveszett frigyláda fosztogatói számára. A stúdiók vonakodónak mutatkoztak, mivel Spielberg előző rendezése, a Meztelenek és bolondok bukásnak bizonyult, s nem bíztak benne, hogy a kért 20 millió dollárból tető alá hozná a filmet. Még a szimpla forgalmazás elől is kitértek, miközben az alkotók nagyobb bevételi részesedést és filmre szóló teljes körű tulajdonjogot irányoztak elő maguknak. Abbéli aggodalmak ellenére, hogy pusztán a nyitójelenet többe fog kerülni 20 millió dollárnál, a Michael Eisner irányítása alatt álló Paramount Pictures beleegyezett a finanszírozásba, azzal a feltétellel, hogy a Lucasfilm legalább további négy folytatást készít a stúdiónak. 1980 áprilisára elkészült Kasdan ötödik vázlata, a produkció pedig készen állt az Elstree Studiosbeli felvételek megkezdésére, Lucas kiadásmérséklő igyekezeteivel kísérve. Négy illusztrátorával Az elveszett frigyláda fosztogatói lett Spielberg addigi pályafutásának legtöbb sztoribordját igénylő munkája, ami gazdaságosnak bizonyult a későbbiekben, s ő és Lucas szoros határidőket szabott meg, hogy stílusában kövessék a szombati matiné-sorozatok „gyors és piszkos” érzékletét. „Nem vettünk fel egy jelenetet 30-40-szer, csak általában négyszer. Olyan volt, mint egy némafilm – csak azt vedd fel, ami kell, ne pocsékolj,” – meséli Spielberg. „Ha több időm és pénzem lett volna, elbizakodott film lett volna belőle.” A másodstáb által rögzített anyagok egy részét Lucas rendezte.

### Forgatás
A forgatás 1980. június 23-án vette kezdetét a franciaországi La Rochelle-ben, a náci tengeralattjárós jelenetekkel; a vízi járművet a szintén akkortájt forgott német A tengeralattjáró című Wolfgang Petersen-filmből vették kölcsön. A tengeralattjáró-bunker valódi volt, ami még a második világháborúból maradt fenn. A stáb ezt követően az Elstree Studiosba költözött, ami a Lelkek Kútjának, a nyitójelenetben látható templom belsejének és Marion Ravenwood bárjának adott otthont. A Lelkek Kútja-jelenethez hétezer kígyóra volt szükség, azonban a forgatáson ezek közül mérgezők csak a kobrák voltak, de az egyik stábtagot megmarta egy piton. Ahhoz a jelenethez, amiben Indiana szemtől szembe kerül egy kobrával, egy üveglapot helyeztek Ford és a hüllő közé, ami részben láthatóvá válik a filmben, amikor a fény egy bizonyos szögből vetül rá. Szerepével ellentétben, Ford nem irtózik a kígyóktól, ahogy Spielberg sem, de látván a rengeteg tekergőző állatot a díszletek között, „a hányinger kerülgette”. A nyitójelenetben valódi óriáspókok szerepelnek: Alfred Molinának tűrnie kellett, ahogy a hátára helyezik őket, de a nyolclábúak csak akkor mozdultak, amikor egy nőstény is közéjük került. Molina meglehetősen ijesztőnek találta az élményt. A 6,7 méter átmérőjű vándorkövet, ami elől Indianának futnia kell, üveggyapotból készítették el; Spielberget olyannyira lenyűgözte John Reynolds díszlettervező megvalósítása, hogy arra kérte, növelje meg a szikla útját további 15 méterrel.
Az egyiptomi jeleneteket és azt, amelyben Indiana egy kanyonban a láda felrobbantásával fenyegetőzik, Tunéziában rögzítették; a helyszínek közül számos köszön vissza a Csillagok háborújából, s a kihelyezett stábból is sokan dolgoztak mindkét filmen. Egy konkrét példát kiemelve, a kanyon pontosan ugyanaz a terület, ahol R2-D2-t megtámadják a jawák az első Star Wars-moziban. (R2-D2 és C-3PO egyébként a filmben is feltűnik: az egyik hieroglifa ábrázolja őket.) Az itteni forgatás próbára tette a készítőket a nagy meleg és a kórok miatt. Többen is megbetegedtek a színészek és stábtagok közül egyaránt; John Rhys-Davies például ennek következtében az egyik felvétel során jelmezébe székelt. Spielberg azonban sosem esett ágynak, mivel csak olyan konzervált ételt fogyasztott, amit Angliából vitt magával.
A rendező tetszését nem nyerte el a környék, így a hathetesre tervezett forgatási időt négy és félre szorította. Sok improvizáció szorult a filmbe ezen szakaszban: az a jelenet, amikor Marion átöltözik és megpróbálja elhagyni Belloq sátrát, rögtönzött volt csakúgy, mint a teljes repülős megütközés. Utóbbi felvételekor Fordnak elszakadt egy ínszalag a bal lábában, mikor egy kerék áthajtott a térdén, de visszautasította az orvosi kezelést, s csupán jeget rakott rá. A Kairóban játszódó verekedési jeleneteket Kairouanban vették fel; Ford ekkorra már vérhasban szenvedett. Elege lett, nem volt hajlandó egy újabb küzdelemre a karddal támadó ellenféllel, s azt kérdezte Spielbergtől, „Miért nem lőjük le egyszerűen a szarházit?” A rendező beleegyezett, félredobta a jelenet további részét, majd felvették, amint Indiana hamarjában lelövi az útjába álló, karddal hadonászó rosszakaróját. A terepjárós üldözést teljes egészében a másodstáb forgatta le, akik többnyire Spielberg sztoribordjait követték, de hozzátették azt, amint Indianát maga után húzza a dzsip. Később a közeliket Forddal már Spielberg vette fel.
A Washingtonban helyet kapott belsőket a lépcsővel a San Franciscó-i városháza „alakította”. A főiskolaként, ahol Jones tanít, a kaliforniai Stockton városának egyik oktatási intézménye, a University of Pacific látható a filmben, míg a régészprofesszor otthonának ugyanezen államban, San Rafaelben találtak megfelelő helyszínt. A nyitójelenet külső helyszíneit Kauain, Hawaiin vették fel, s a forgatás szeptemberben, 73 nap múltán fejeződött be, a kijelölt határidő előtt, kontrasztban Spielberg előző filmjével, a Meztelenek és bolondokkal. A washingtoni exteriőr nem szerepelt az első vágásokban, s noha megjelent a szkript korai vázlataiban, valójában csak később került bele a filmbe, mikor az alkotók ráébredtek, hogy nem oldották meg Indy és Marion viszonyát. A Douglas DC-3-asról készült felvételeket, amivel Indy Nepálba repül, a Lost Horizon című filmből kölcsönözték, míg egy utcai nézőpontos momentumot a Hindenburgból vettek át.

### Effektek
A különleges effektusokért az Industrial Light & Magic felelt. Ezek javarészt a film tetőpontján jutnak szerephez, mikor a frigyláda kinyittatik és szellemek szállnak ki belőle, akik megtámadják a nácikat. Toht fejének elolvadását úgy oldották meg, hogy Ronald Lacey viaszbábu-mását egy hőlámpához helyezték, míg Dietrich fonnyadó feje egy üreges modell volt, amiből elszívták a levegőt. Az „R” (17 éven felülieknek csak szülői kísérettel) korhatár elkerülése végett Belloq felrobbanó fejét sűrű lángokkal takarták el. A szellemeket víz alatt vették fel, hogy kísérteties megjelenést kölcsönözzenek nekik.
Ben Burtt, a hangeffektekért felelős vezető szakember egy .30-30 Winchester puska hangját adta Jones pisztolyának; a film során hallható különböző kézitusa-hangokat bőrkabátok és baseballkesztyűk baseballütővel való püfölésével érték el. A Lelkek Kútja kígyóseregletének sziszegését sajtostepsikkel és szivacsokkal generálták, a láda kinyitásának zaját pedig vécétartály felemelésével imitálták. A láda hangjaihoz Burtt szintetizátort használt, a benne rejlő kísértetekhez pedig delfinek és oroszlánfókák kiáltásait vegyítette.

## Filmzene
Az elveszett frigyláda fosztogatói kísérőzenéje John Williams szerzeménye, legemlékezetesebb eleme a harsány és ikonikus „The Raiders March” („A fosztogatók indulója”) című kompozíció, ami egybeforrt Indiana Jonesszal. Williams két külön szakaszban alkotta meg az indulót; mikor Spielberg meghallgatta a végeredményt, mindkettő elnyerte tetszését, így kombinációjukból megszületett a ma jól ismert végső változat. Az anyag ezen felül három jelentős főtémával bír: ezek az egyszerre grandiózus és titokzatos „Ark Theme”, a Marionhoz kapcsolódó téma és a hangos, fellengzős náci induló, ami az 1940-es évek filmzenéit eleveníti fel. Williamst Oscar-díjra jelölték munkájáért, azonban az elismerést abban az évben Vangelis kapta a Tűzszekerek dallamaiért.

## Bemutató

### Fogadtatás
Mikor 1981. június 12-én bemutatták, a 20 millió dolláros film hatalmas sikernek bizonyult, könnyedén vált (összesen 384 millió dollárral világszerte) az év legjövedelmezőbb filmjévé, s akkoriban az addigi filmgyártás egyik legtöbbet hozó produkciójává is egyben. Nyolc Oscar-díjra jelölték 1982-ben, köztük a legjobb film kategóriában; végül négyet kapott meg (legjobb hang, legjobb vágás, legjobb vizuális effektek és legjobb díszlet), illetve egy speciális különdíjat a mára külön kategóriává avanzsált hangvágásért. Számos további díjat tudhat magáénak, egyebek mellett hét Szaturnusz-díjat.
A filmet a kritikusok is jól fogadták. Vincent Canby a The New York Timesban közölt írásában „a valaha készült legeszelősebb humorú, legszellemesebb és legstílusosabb amerikai kalandfilmek egyikének” titulálta Spielberg filmjét. Roger Ebert a Chicago Sun-Timesban úgy nyilatkozott, „Két dolog teszi ugyanakkor Az elveszett frigyláda fosztogatóit többé, mint puszta technológiai diadal: humorérzéke és szereplőinek bohókás stílusa… Azon kapjuk magunkat, hogy meglepődve, megkönnyebbülve, hitetlenkedve nevetünk, mert a film képes arra, hogy kimeríthetetlen ötletek sorozatával építse egyik eseményt a másikra.” Később a film felkerült Ebert „Great Movies”-listájára. Stephen Klain a Varietytől szintén dicsérte a produkciót, azonban úgy érezte, meglepően erőszakos és véres „PG” korhatárú filmnek. A Rolling Stone véleményezése szerint a film „a szombati akciómatinék netovábbja – annyira vicces és izgalmas, hogy a hét bármely napján élvezhető.” Bruce Williamson a Playboy oldalain így írt: „Több izgalom van a Frigyláda első tíz percében, mint bármely más filmben, amit idén láttam.” Ugyanakkor, Pauline Kael „személytelennek” találta a filmet, s a gyors iram hatására úgy érezte magát, mint aki „egy zöldségmixerben ül.” Ma számos kortárs kritikus úgy tekint Az elveszett frigyláda fosztogatóira, mint klasszikusra az akció és kaland műfaján belül. A Rotten Tomatoes oldalán a film 94%-os értékelésen áll.

### Hatás
A produkció sikerét követően két újabb film is készült: az Indiana Jones és a végzet temploma a Frigyláda történései előtt, az Indiana Jones és az utolsó kereszteslovag pedig azt követően játszódik. Egy újabb folytatás, az Indiana Jones és a kristálykoponya királysága 2008 májusában érkezett világszerte a mozikba. Az ifjú Indiana Jones kalandjai címet viselő tévésorozat Indy fiatalkori éveit és kalandjait taglalja. Jelentős számú könyv, képregény és videójáték is készült a film alapján.
1998-ban az Amerikai Filmintézet a 60. helyre sorolta Az elveszett frigyláda fosztogatóit a „100 film a mozi első évszázadából” listáján. 1999-ben az Egyesült Államok Kongresszusi Könyvtára „kulturálisan, történelmileg vagy esztétikailag jelentősnek” ítélte, és felvette a Nemzeti Filmregisztráció listájára. Indiana Jones személye ikonná vált, az Entertainment Weekly harmadik kedvenc akcióhősének kiáltotta ki, egyúttal a film akciójeleneteit is méltatva.
A filmet amatőr keretek között újraforgatta három ifjú rajongó, a Mississippi állambeli Ocean Springsből származó Chris Strompolos, Eric Zala és Jayson Lamb. A fiúk munkája hét évet ölelt fel, 1982-től és 1989-ig között. A Raiders of the Lost Ark: The Adaptation címre keresztelt produkció elkészülte után feledésbe merült, egészen 2003-ig, amikor is Eli Roth rábukkant, maga Spielberg pedig elismerően nyilatkozott róla, gratulálva a fiúknak kemény munkájukért, s abbéli reményét kifejezve, hogy nevüket majd a nagyvásznon viszontláthatja. Scott Rudin producer és a Paramount Pictures megvásárolta a trió történetének megfilmesítési jogait, s a remake készítésének kalandos útjáról filmet készítenek.

### Kapcsolt termékek
Az egyetlen videójáték, ami e filmen alapszik, az Atari által az Atari 2600-as konzoljukra fejlesztett Raiders of the Lost Ark 1982-ből. Az 1994-ben, a JVC által Super Nintendo Entertainment Systemre készített, az Indiana Jones's Greatest Adventures címet viselő játék első harmada teljes egészében a Frigyládára épül. A film több jelenetsorát is újraalkották (köztük a guruló követ és a kairói kardossal való leszámolást), azonban több eltérés is mutatkozik, például náci katonák és denevérek jelenléte a Lelkek Kútjánál. A játékot a LucasArts és a Factor 5 fejlesztette. Az Indiana Jones and the Infernal Machine-ban egy bónuszpálya visszarepíti Indyt a film nyitójelenetének helyet adó perui dzsungelbe. Itt a játékos felfedezheti a barlangot és ráakadhat egy újabb bálványra. A LucasArts 2008 nyarán, az új film bemutatójával egyidőben jelentette meg a Lego Indiana Jones: The Original Adventurest. Az év elején a Lego már piacra dobott több szettet is a Frigyládához kapcsolódóan. 1981-ben a Kenner gyártásában került a boltokba egy 30 centiméter nagyságú Indiana Jones-játékfigura, a következő évben pedig további szereplők is, három játékszett, egy náci terepjáró és Indy lovának játékváltozata. Ugyanezen cég társasjáték formát is kölcsönzött a filmnek. 1984-ben a szereplők miniatűr fémmásai jelentek meg egy szerepjátékhoz, míg 1995-ben a Micro Machines gyártásában látott napvilágot a film járműveinek diecast-sorozata. A Hasbro a Kristálykoponya királyságához kapcsolódóan 7-30 centis, a Frigyládából ismert szereplők játékfiguráival lépett piacra 2008. május 1-jén.

### Lakossági megjelenések
A film hazájában VHS-en először csak panscan formában jelent meg, lézerlemezen pedig panscan és szélesvásznú verzióban is. Az 1999-es új VHS-kiadáshoz a filmet felújították THX hangrendszerrel és szélesvásznú képet is kapott; a borítón a címet Indiana Jones és az elveszett frigyláda fosztogatóira változtatták a másik két filmmel való egységesítésért. A 2003-as DVD-megjelenésen szintén e cím szerepel, magában a filmben ugyanakkor megmaradt az eredeti. 2008. május 13-án a többi résszel együtt Az elveszett frigyláda fosztogatói újra megjelent DVD-n, további extrákkal, amelyek az első kiadáson nem szerepeltek.
Magyarországon a film az 1985-ös feliratos mozibemutatót követően 1990. május 8-án jelent meg VHS-en az első szinkronnal, majd az 1-es régiós premierrel közel egyidőben DVD-n a második szinkronnal.
A moziváltozat felirataiért Schéry András nívó díjat kapott.